# Giacomo Gurini
Giacomo Gurini (Pesaro, 16 luglio 1984) è un cestista italiano.

## Carriera
Terminata la trafila delle giovanili a Pesaro, Gurini passa alla Virtus Montecchio, società pesarese con cui disputa il campionato di serie B2 nella stagione 2003-2004. Da qui il salto di categoria, trasferendosi alla Goldengas Senigallia nella stagione dell'esordio in Serie B1 del club marchigiano, che si classificherà al decimo posto.
Nel 2005-06 gioca a Riva del Garda, sempre nel campionato di Serie B1, con cui otterrà un'altra salvezza: i punti a gara saranno 8, con 21 minuti di utilizzo medio. La stagione successiva viene ingaggiato dalla Robur Osimo: dopo il quarto posto in campionato, la squadra perde in finale play-off contro Pistoia. L'apporto di Gurini è di 8,3 punti e quasi 23 minuti di utilizzo a gara.
Nell'annata 2007-08 milita nel Fossombrone, dove affronta un altro campionato di Serie B1 con la neopromossa squadra biancoverde: per Gurini la media è di 12,7 punti e 28 minuti a partita.
Nell'estate 2008 passa ai Crabs Rimini, coi quali firma un contratto triennale; il padre Paolo giocò a Rimini nella stagione 1977-78. Disputa così il Campionato di Legadue, e colleziona 93 presenze. Nel 2011-12 si trasferisce a Pistoia, sempre in Legadue, dove disputa 39 incontri. Dall'agosto 2012 è un giocatore del Basket Ferentino, squadra di Legadue.
Dopo aver risolto l'accordo con i ciociari, si è accordato nel novembre 2013 con la Fulgor Omegna (Serie Legadue Silver) dove rimane per quattro annate, fino al termine del campionato di Serie B 2016-17.
Negli anni successivi è rimasto a giocare in Serie B in squadre del territorio marchigiano, con l'anno trascorso a Recanati con oltre 16 punti di media a partita e quello vissuto con la Pallacanestro Senigallia a 14 anni di distanza dall'ultima stagione con il club. Gurini, dopo una stagione da 20,8 punti di media, ha continuato a indossare la canotta senigalliese anche nel 2019-2020.